# Achatz von Müller
Achatz von Müller (vollst. Achatz-Walther Ludwig Christoph Busso Freiherr von Müller; * 1. September 1943 in Dresden) ist ein deutscher Historiker.

## Leben und Wirken
Nach dem Abitur am Ostsee-Gymnasium Timmendorfer Strand studierte von Müller Geschichte, Soziologie, Literaturwissenschaft und Rechtswissenschaft an den Universitäten Berlin, Florenz und Hamburg. Er war Assistent bei Ludwig Buisson und Otto Brunner. 1975 promovierte er über die sozialethische Rolle des Ruhms im Mittelalter bei Buisson und Brunner an der Universität Hamburg. Von 1979 bis 1982 war er Professor für Geschichte des Mittelalters und der Renaissance an der Gesamthochschule Kassel (heute Universität Kassel). 1982/83 war er am Deutschen Studienzentrum in Venedig tätig.
Von 1978 bis 1999 war er Filmautor in der Redaktion Geschichte/Zeitgeschichte des Westdeutschen Rundfunks Köln. In dieser Zeit entstanden über 30 Filme, u. a.: Die Revolte der Ciompi (1978), Masaniello (1980), Rächer und Helden des Volkes, zusammen mit Eric Hobsbawm (1984), Humanismus am Oberrhein (1992), Der Westfälische Frieden (1998), Jahrtausendwende (1999). Von 1979 bis 1991 war er gemeinsam mit dem Historiker Lutz Niethammer Mitherausgeber der Zeitschrift Journal für Geschichte. Er war Dozent in Hamburg.
1992 wurde er am Historischen Seminar der Universität Hamburg habilitiert und umgehend als Nachfolger von František Graus zum ordentlichen Professor für Europäische Kulturgeschichte des Mittelalters und der Renaissance auf den Jacob-Burckhardt-Lehrstuhl der Universität Basel berufen. 2013 wurde er emeritiert.
Von 2014 bis 2017 oblag von Müller die akademische Leitung des College der Leuphana Universität Lüneburg, zugleich war er dort Verwalter der Professur Humanities. Seit 2019 ist er zusammen mit Wolfgang Knöbl Co-Direktor des „Zentrums für Theorie und Geschichte der Moderne“, einer Kooperation der Leuphana Universität Lüneburg und des Hamburger Instituts für Sozialforschung.
Seit 1978 publiziert er regelmäßig in Feuilletons regionaler und überregionaler Zeitschriften und Zeitungen, dazu gibt er Rundfunkkommentare für NDR, WDR und Deutschlandfunk. 2019 schrieb er alle Texte des ZEITmagazins Nr. 50, einer Sonderausgabe mit einem Rückblick auf das Jahr 1010.
Von 1979 bis 1989 war er Mitglied der „Ständigen Kommission für die Studienreform“ der Hochschulen, des Bundes und der Länder und seit 1996 ist er Mitglied des Stiftungsrates der Jacob Burckhardt Stiftung (Basel) und zugleich Mitglied des Herausgebergremiums der Kritischen Gesamtausgabe der Werke Jacob Burckhardts.
Zu seinen Forschungsschwerpunkten gehören mittelalterliche und frühneuzeitliche Stadt-, Wirtschafts- und Sozialgeschichte sowie die historische Bildwissenschaft, politische Ideengeschichte des Mittelalters und der Renaissance, vergleichende Kulturgeschichte europäischer Gesellschaften der Renaissance und der Vormoderne.

## Schriften (Auswahl)
- Gloria bona fama bonorum. Studien zur sittlichen Bedeutung des Ruhmes in der frühchristlichen und mittelalterlichen Welt (= Historische Studien. H. 428). Matthiesen, Husum 1977 (Dissertation, Universität Hamburg, 1975).
- Geschichte der Arbeit. Vom alten Ägypten bis zur Gegenwart. Herausgegeben von Arne Eggebrecht, Jens Flemming, Gert Meyer, Achatz von Müller, Alfred Oppolzer, Akoš Paulinyi, Helmuth Schneider. Kiepenheuer & Witsch, Köln 1980 u.ö.
- Geschichte. Lexikon der wissenschaftlichen Grundbegriffe. Herausgegeben von Manfred Asendorf, Jens Flemming, Achatz von Müller und Volker Ullrich. Rowohlt-Taschenbuch-Verlag, Reinbek 1994.
- Die Wahrnehmung des Neuen in Antike und Renaissance (= Colloquium Rauricum. Bd. 8). Herausgegeben von Achatz von Müller und Jürgen von Ungern-Sternberg. Leipzig 2004.
- Figur und Figuration. Studien zur Wahrnehmung von Wissen. Herausgegeben von Gottfried Boehm, Gabriele Brandstetter und Achatz von Müller. München 2007.
- Europa Arkadien. Jakob Philipp Hackert und die Imagination Europas um 1800. Herausgegeben von Andreas Beyer, Lucas Burkart, Achatz von Müller u. Gregor Vogt-Spira. Göttingen 2008.
- Kunst, Küche, Kalkül. Carl Friedrich von Rumohr (1785–1843) und die Entdeckung der Kulturgeschichte. Herausgegeben von Alexander Bastek und Achatz von Müller. Petersberg 2010.
- Mythen, Körper, Bilder. Ernst Kantorowicz zwischen Historismus, Emigration und Erneuerung der Geisteswissenschaften. Herausgegeben von Lucas Burkart, Joachim Kersten, Ulrich Raulff, Hartwig von Bernstorff und Achatz von Müller, Göttingen 2015.
- Keyßlers Welt. Europa auf Grand Tour. Herausgegeben von Achatz von Müller, Pascal Griener und Livia Cárdenas, Göttingen 2018.